# An Kum-ae
An Kum-ae est une judokate nord-coréenne née le 3 juin 1980 évoluant dans la catégorie des moins de 52 kg. Double médaillée aux Jeux olympiques, dont le titre en 2012, elle est également détentrice de deux médailles de bronze aux championnats du monde et quatre médailles dans des compétitions continentales, dont deux titres.

## Palmarès
| Année | Compétition           | Lieu           | Résultat | Catégorie      |
| ----- | --------------------- | -------------- | -------- | -------------- |
| 2004  | Championnats d'Asie   | Almaty         | 3e       | Moins de 52 kg |
| 2005  | Championnats d'Asie   | Tashkent       | 1re      | Moins de 52 kg |
| 2005  | Championnats du monde | Le Caire       | 3e       | Moins de 52 kg |
| 2006  | Jeux asiatiques       | Doha           | 1re      | Moins de 52 kg |
| 2007  | Championnats du monde | Rio de Janeiro | 3e       | Moins de 52 kg |
| 2008  | Jeux olympiques       | Pékin          | 2e       | Moins de 52 kg |
| 2010  | Jeux asiatiques       | Guangzhou      | 3e       | Moins de 52 kg |
| 2012  | Jeux olympiques       | Londres        | 1re      | Moins de 52 kg |